# ناوكو ايشيهارا
ناوكو ايشيهارا (باليابانية: 石原奈央子) هي لاعبة رماية يابانية، ولدت في 22 أكتوبر 1974.

## وصلات خارجية
- ناوكو ايشيهارا على موقع أوليمبيديا (الإنجليزية)